# Meteorologiåret 1902

## Årets händelser

### Januari
- 25 januari – I Asahikawa, Hokkaidō, Japan uppmäts temperaturen −41.0 °C (−41.8 °F), vilket blir Japans lägst uppmätta temperatur någonsin [1].

### December
- December - En orkan härjar i Skåne i Sverige [2].
- 26 december – En snöstorm vid Wanstead i Ontario, Kanada orsakar tågurspårning. 28 personer dödas [3].

### Okänt datum
- Två kraftiga inflöden till Östersjön inträffar [4]
- Joseph Maria Pernter förklarar den så kallade hagelskjutningen som verkningslös.

## Födda
- 3 januari – Gordon Manley, engelsk meteorolog och klimatolog.
- 1 november – Balfour Currie, kanadensisk meteorolog och klimatolog.
- 8 november – Jørgen Holmboe, norsk-amerikansk meteorolog.

## Avlidna
- 5 september – Heinrich von Wild, schweizisk meteorolog och fysiker.
- 14 oktober – Robert Rubenson, svensk fysiker och meteorolog.